# طاقتشة داش
طاقتشة داش هي قرية في مقاطعة مشكين شهر، إيران. عدد سكان هذه القرية هو 30 في سنة 2006.